# نوازش‌های غیابی

## نوازش‌های غیابی در تحلیل رفتار متقابل
نوازش‌های غیابی نظریه‌ای است از  Saeid Aghagholizadeh در چارچوب تحلیل رفتار متقابل (TA) مطرح شده و مفهوم کلاسیک نوازش روان‌شناختی را به‌عنوان واحد شناسایی روانی گسترش می‌دهد. برخلاف نوازش‌های متعارف که از طریق تعامل زنده، فیزیکی یا کلامی منتقل می‌شوند، نوازش‌های غیابی در غیاب فیزیکی فرستنده ارسال می‌شوند. این نوازش‌ها می‌توانند شامل نامه، صداهای ضبط‌شده، هدایا و اشیای نمادین، پیام‌های دیجیتال یا حتی نقاشی‌های غارهای پیشاتاریخی باشند و اغلب واکنش‌های هیجانی شدیدی در گیرنده ایجاد می‌کنند.
نظریهٔ نوازش‌های غیابی نخستین‌بار در سال ۲۰۱۲ توسط سعید آقا قلی‌زاده مطرح شد و از آن زمان تاکنون گسترش یافته است.

## تعریف
نوازش‌های غیابی، شکل‌های نمادین یا ناهمزمان از شناسایی روانی هستند که بدون تعامل رودررو رخ می‌دهند. این شکل‌ها شامل موارد زیر می‌شوند:
- نامه‌ها و ایمیل‌ها
- هدایا یا بسته‌های پستی
- فایل‌های صوتی یا تصویری ضبط‌شده
- اشیایی که توسط عزیزان باقی‌مانده‌اند
- آثار نمادین مانند نقاشی‌های غاری

این نوازش‌ها مانند نوازش‌های سنتی، می‌توانند اثرات هیجانی، رابطه‌ای و رشدی مشابهی ایجاد کنند. با این حال، آن‌ها معمولاً از فیلترهای نوازشی عبور می‌کنند؛ یعنی از مقاومت‌های روانی یا شرم‌هایی که مانع دریافت نوازش حضوری هستند، می‌گذرند.

## ریشه‌های تاریخی: نقاشی‌های غار لاسکو
یکی از نمونه‌های تاریخی برجستهٔ نوازش‌های غیابی، نقاشی‌های غار لاسکو در فرانسه است که قدمتی نزدیک به ۱۷٬۰۰۰ سال دارند. این آثار که توسط افرادی ناشناس خلق شده‌اند، همچنان بینندگان امروزی را به واکنش‌های هیجانی وامی‌دارند. از دیدگاه روان‌شناختی، این نقاشی‌ها به‌منزلهٔ «نوازش‌های غیابی میان‌نسلی» عمل می‌کنند که از طریق شناسایی غیرکلامی، ارتباطی فراتر از زمان و مکان برقرار می‌سازند.

## کاربردهای روان‌شناختی و بالینی
نوازش‌های غیابی در حوزه‌های زیر نقش مهمی ایفا می‌کنند:
- درمان سوگ و پردازش فقدان
- حفظ روابط از راه دور یا دیجیتال
- بازسازی ارتباط از طریق نشانه‌های خاطره‌انگیز
- عبور از مقاومت در روان‌درمانی مبتنی بر تروما
- تنظیم هیجانی در زمان جدایی فیزیکی

این نوع نوازش‌ها به‌ویژه در موقعیت‌هایی که توانایی فرد در دریافت شناسایی حضوری محدود یا مختل است، کارکرد دارند.

## اهمیت در عصر دیجیتال
در دنیای امروز که ارتباطات فراگیر و ناهمزمان شده‌اند، نوازش‌های غیابی در قالب‌های زیر گسترش یافته‌اند:
- پیام‌های دیجیتال و پست‌های شبکه‌های اجتماعی
- فایل‌های صوتی یا تصویری ارسال‌شده از راه دور
- محتوای آرشیوشده از عزیزان دور یا درگذشته

این نوع نوازش‌ها به حفظ تداوم رابطه و حضور هیجانی کمک می‌کنند، حتی زمانی که تماس فیزیکی ممکن نیست؛ مانند دوران قرنطینهٔ همه‌گیری کووید–۱۹، جنگ یا مهاجرت.

## تمایز از مفاهیم مشابه
نوازش‌های غیابی با مفاهیم زیر تفاوت دارند:
- نوستالژی – دلتنگی هیجانی است، نه کنش ارتباطی
- دلبستگی – پیوند هیجانی است، نه عمل مشخص شناسایی
- انتقال – فرافکنی روانی است، نه دریافت واقعی نوازش

آنچه نوازش‌های غیابی را متمایز می‌کند، ماهیت ارتباطی آن‌هاست: این‌ها شناسایی‌هایی هستند که دریافت می‌شوند — چه آگاهانه و چه ناآگاهانه — و بار روان‌شناختی واقعی دارند.